# Хавортиопсис клейкий
Хавортиопсис клейкий (лат. Haworthiopsis viscosa) — вид суккулентных растений рода Хавортиопсис (Haworthiopsis) семейства Асфоделовые (Asphodelaceae), произрастающий на территории ЮАР (Капская провинция).

## Название

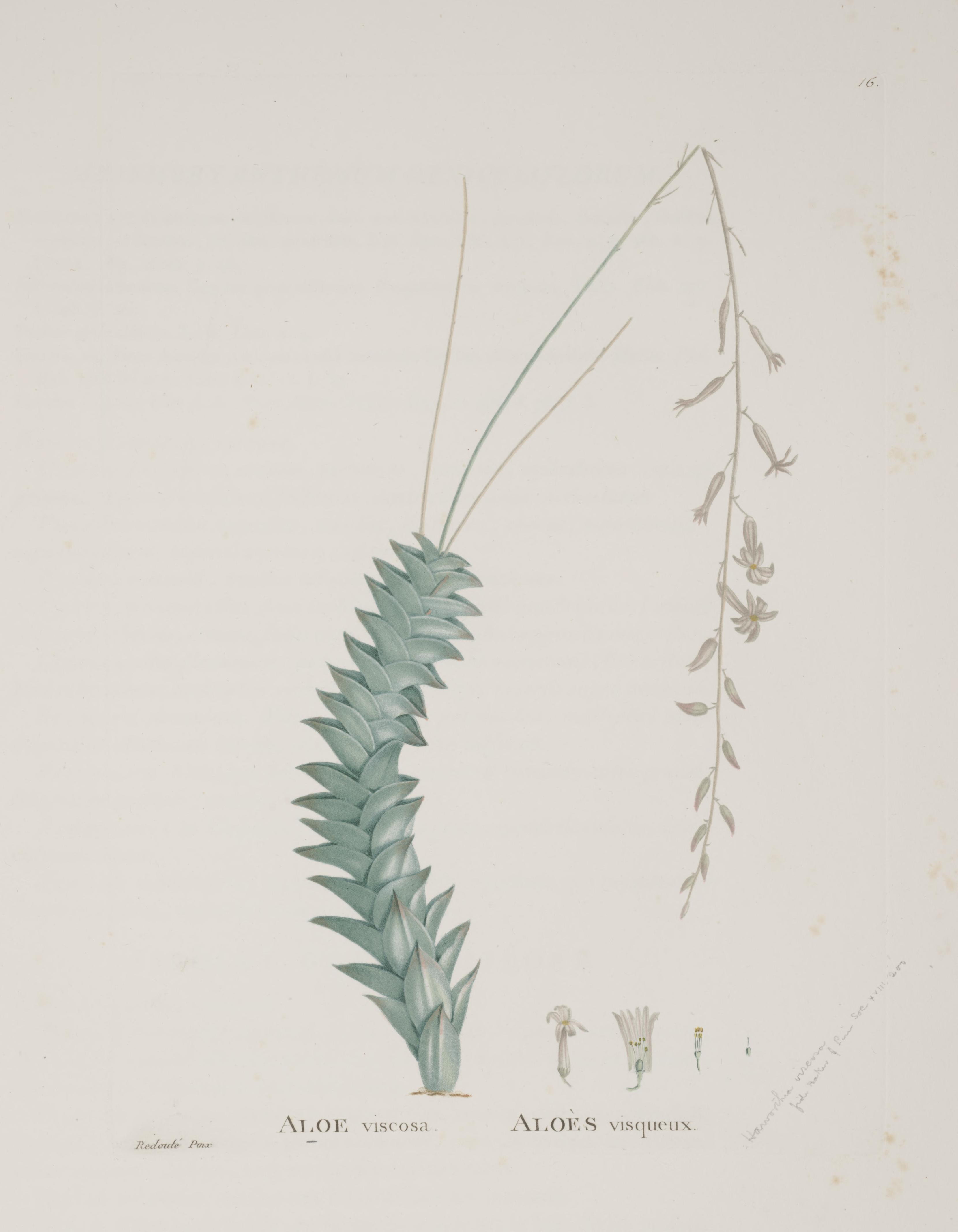
Ботаническая иллюстрация

Родовое латинское название Haworthiopsis происходит от сочетания слова «Haworthia» и др.-греч. ὄψις, (-ópsis), что означает «похожий». Это связано с тем, что растения этого рода изначально относились к роду Хавортия (Haworthia). Сам род Хавортия в свою очередь, был назван в честь английского ботаника и энтмолога Адриана Хэуорта (1767—1833).
Видовой латинский эпитет viscosa происходит от лат. viscōsus — «вязкий, липкий».

## Описание
Суккулентное растение имеет бесстебельную розетку, которая достигает диаметра до 10 см. На растении насчитывается примерно от 7 до 15 листьев, которые расположены по спирали. Листья сидячие и имеют длину от 3 до 5 см, а у основания они достигают ширины 2-3 см. Листья являются мясистыми и плотными по текстуре, имеют широкоугольную форму и окрашены в буровато-зеленый цвет. Верхняя поверхность листьев уплощенная и украшена шестью бледно-зелеными вертикальными линиями, образующими квадратную узорчатую конструкцию. Нижняя поверхность листьев обычно слегка округлая и имеет приподнятые бугорки, особенно в верхней части, где они расположены в поперечные ряды и имеют загнутые белые зубцы.

## Таксономия
Растение, такое же как и другие виды рода Хавортиопсис (Haworthiopsis), изначально было классифицировано в родственный род Хавортия (Haworthia) как Haworthia viscosa. Однако, после проведения филогенетических исследований, оно было перенесено в отдельный род как лат. Haworthiopsis viscosa. Прежнее название отнесено в синонимы.
Haworthiopsis viscosa (L.) Gildenh. & Klopper, первое упоминание в Phytotaxa 265: 18 (2016).

### Синонимы[1]
- Aloe triangularis Lam. (1783), nom. superfl.
- Aloe viscosa L. (1753)
- Apicra viscosa (L.) Willd. (1811)
- Catevala viscosa (L.) Kuntze (1891)
- Haworthia viscosa (L.) Haw. (1812)
- Tulista viscosa (L.) G.D.Rowley (2013)

### Разновидности[1]
Подтвержденные разновидности по данным сайта Plants of the World Online на 2022 год:
- Haworthiopsis viscosa var. variabilis (Breuer) Gildenh. & Klopper
- Haworthiopsis viscosa var. viscosa

## Уход

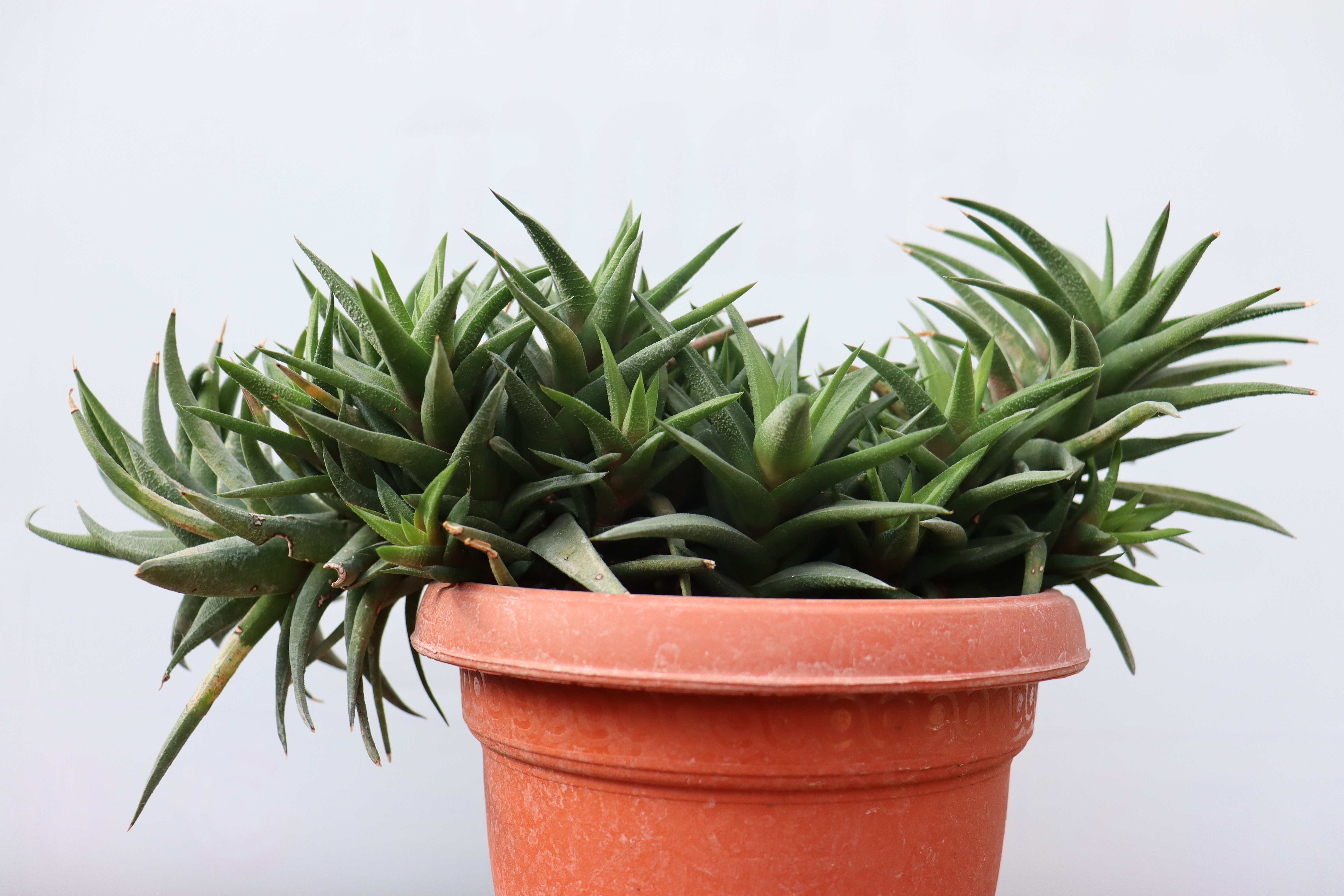
В культуре

Рекомендуется размещать данное растение на окнах, которые выходят на запад или восток. В зимний период следует перенести растение в прохладное место, где отсутствуют источники тепла, но имеется достаточное количество света. Растение считается холодостойким и может выдерживать снижение температуры до -7°C. Оптимальная температура для периода покоя составляет от 3 до 5°C. Высокая температура свыше 10°C может привести к вытягиванию растения и потере его правильной формы розетки. Уровень увлажнения должен быть умеренным.